# Список хвороб медоносних бджіл
До хвороб медоносних бджіл, або ненормальних умов у вулику відносяться:

## Інвазійні хвороби

### Кліщі Варроа (Варроатоз)
Varroa destructor і Varroa jacobsoni — це паразитичні кліщі, які харчуються рідинами дорослих бджіл, лялечок і личинок. Кліщів Варроа можна побачити неозброєним оком, як маленькі червоні або коричневі плями на бджолиній грудній клітці. Кліщі Варроа є переносниками багатьох вірусів, шкідливих для бджіл. Наприклад, бджоли, заражені під час їхнього розвитку, часто мають помітно деформовані крила.
Кліщі Варроа призвели до фактичного знищення здичавілих бджіл у багатьох місцях, і стали серйозною проблемою для бджіл на пасіках. Деякі дикі популяції зараз відновлюється — схоже, бджоли були природно відібрані на стійкість до кліща Варроа.
Кліща Варроа було вперше виявлено у Південно-Східній Азії приблизно у 1904 році, але зараз він присутній на всіх континентах, крім Австралії. Його зафіксували у США в 1987 році, в Девоні (Велика Британія) в 1992 році, і у Новій Зеландії в 2000 році.
Як правило, для недосвідченого ока може здатися, що ці кліщі не є дуже значною проблемою для вулика, який розвивається, бо бджоли можуть здаватися сильними, і навіть можуть бути дуже ефективним при добуванні їжі. Проте цикл розмноження кліща відбувається всередині запакованої лялечки, і населення кліща може різко зрости із зростанням сім'ї. Ретельне спостереження за сім'ями може допомогти виявити ознаки захворювання, які часто поширюють кліщі. Під час скорочення кількості розплоду, у процесі підготовки сім'ї до зимівлі, або під час скорочення джерел нектару у природі у кінці літа, популяція кліщів зростає і може обігнати бджіл та знищити вулик. Було помічено, що хворі сім'ї можуть поступово згасати і будуть нездатні пережити зиму, навіть за достатньої кількості медових запасів. Нерідко за таких умов вся сім'я просто злітає, покидає житло (схоже на рій, але бджіл у вулику не залишається).
Кліщ Варроа у поєднанні з сукупністю вірусів і бактерій теоретично можуть бути причиною синдрому руйнування колонії.
Відомо, що тимол, речовина, яку виробляє чебрець, природно міститься у чебрецевому меді, яка інертна у тканинах людини, але є засобом для лікування від кліща Варроа. Підготовка активних сімей у посівах чебрецю може забезпечити вулики не-інтервенційним хімічним захистом від Варроа. Дослідження показують, чебрецевий мед має лікувальні властивості завдяки вмісту природних речовин у чебрецю, які надають меду аналогічних властивостей, до аспірину аспірину.

#### Лікування
Нині на ринку є різні види лікування або використовуються різні методи контролю кліщів. Як правило, лікування поділяється на хімічні засоби та механічний контроль.
Загальні методи хімічного контролю включають «жорсткі» хімічні речовини, такі як Amitraz (продається, як Apivar), fluvalinate (продається, як Apistan), і coumaphos (продається, як CheckMite). «М'які» хімічний засоби включають тимол (продається, як ApiLife-VAR і Apiguard), ефіри сахарози октаноата (продається, як Sucrocide), щавлеву кислоту і мурашину кислоту (продаються, як гелеві пакети для видалення кліщів, , а також використовується в інших формах). За даними Агентства США із охорони навколишнього середовища, при використанні цих засобів у вуликах за призначенням, ці препарати вбивають велику частину кліщів, але суттєво не впливають на поведінку бджіл та на тривалість їх життя. Використання хімічного контролю зазвичай регулюється і відрізняється залежно від країни. За рідкими винятками, засоби не призначені для використання під час виробництва товарного меду.

Загалом, пересічні механічні методи контролю покладаються на деякі аспекти порушення життєвого циклу кліщів. Як правило, ці засоби контролю призначені не для ліквідації всіх кліщів, але лише для того, щоб підтримувати зараження на тому рівні, щоб кліщі не дошкуляли бджолиним сім'ям. Прикладами механічного контролю можуть бути вирізання трутневого розплоду (кліщів варроа переважно приваблює трутневий розплід), посипання цукровою пудрою (ініціює очисну поведінку бджіл, бджоли також можуть позбутися деякої частини кліщів), сітчасте дно (кліщі, які випадково впали із бджіл уже не мають змоги повернутися та вчепитися на іншу бджолу), перерва у розплоді і, ймовірно, зменшення розмірів бджолиних комірок. З 2008 року розроблюється пристрій, який називоють вхідним елементом керування кліщів варроа. Цей пристрій працює в поєднанні з сітчастим дном, і вибиває кліщів варроа із бджіл, коли вони входять до вулика.

### Трахейні кліщі Acarine
Acarapis woodi — це невеликий кліщ, який паразитує в дихальних шляхах медоносних бджіл. Першим відомим випадком зараження кліщем відбувся на Британських островах на початку 20-го століття. 1904 року вперше було помічено на острові Уайт, невідоме захворювання, яке назвали хворобою острова Уайт, і тільки у 1921 році було визначино, що хвороба викликана паразитом. Захворювання швидко поширилося на решті частини Великої Британії. Кліщі призвели до повного знищення усієї природної популяції британських бджіл (хоча пізніше генетичні дослідження виявили залишки бджіл, які вижили), що завдало нищівного удару по бджільництву у Великій Британії. Брат Адам у Бакфастському абатстві вивів гібридну породу бджіл, стійку до цього кліща, нині відому під назвоюк Бакфастська бджола, яка тепер доступна у всьому світу для боротьби з хворобою акарини.
Діагностика трахеальних кліщів зазвичай включає розтин і мікроскопічне дослідження проб бджіл із вулика.
Вважається, що акарієві кліщі, раніше відомі, як трахейні кліщі, потрапили до США у 1984 році із Мексики. Зріла жіночі особини кліща акарини залишають дихальні шляхи бджіл і осідають на бджолиних волосках, де вони чекають, поки не можуть пересісти до молодої бджоли. На новій жертві вони рухаються в дихальні шляхи і приступають до яйцекладки.

#### Лікування
Акарієві кліщі звичайно контролюються жирними коржиками (пастами) (зазвичай зроблені з однієї частини рослинних кондитерських жирів, змішаної з трьома частинами цукрової пудри), яких розміщують на верхніх брусках рамок у вулику. Бджоли приходять, щоб з'їсти цукор та збирають сліди жиру, що унеможливлює кліщам визначати визначити молодих бджіл. Деякі кліщі чекають, щоб перейти на нову бджолу, яка буде «хазяїном», і залишаються на вихідному «хазяїні». Інші переходять до випадкової бджоли, частина помирають з інших причин, перш ніж кліщі зможуть розмножуватися.
Для боротьби із акариновими кліщами дозволено використовувати ментол у формі кристалів, які випаровуються, або змішаний з жирними пастами.

### Нозематоз бджіл
Нозематоз бджіл — це мікроспоридий, який проникає до кишкового тракту дорослих бджіл і викликає пронос, також знаний як назематоз. Інфекція нозема також пов'язана з вірусом чорної королеви. Як правило, це стає проблемою лише тоді, коли бджоли не можуть залишити вулик для звільнення кишківника (наприклад, під час затяжного холодного періоду взимку або коли вулики занесені до зимівника). Коли бджоли не можуть випорожнитися (під час очисного польоту), у них може розвинутися дизентерія.
Для лікування нозематозу збільшують вентиляцію у вулику. Деякі бджолярі обробляють вулики антибіотиками, такими як фумагілін.
Хворобу також можна запобігти або мінімізувати, якщо видалити більшу частину меду з вулика, і годувати бджолам наприкінці осені сироп із цукру. Цукровий сироп, який виготовлено з рафінованого цукру, має нижчий вміст зольного залишку, ніж у меді з квіткового нектару, що знижує ризик розвитку дизентерії. Проте цукор містить менше поживних речовин, ніж натуральний мед, і це викликає деякі суперечки поміж пасічників.
У 1996 році було відкрито організм аналогічний до N. apis, його виявили у азійському меді бджоли Apis cerana, тому його згодом назвали Nosema ceranae. Мабуть, цей паразит також заражає бджолу медоносну.
Вплив пилку кукурудзи, який містить гени Bacillus thuringiensis (Bt), може послабити захист бджіл від Ноземи. По відношенню до годування групи бджіл пилком Bt-модифікованої кукурудзи та контрольної групи пилком не Bt-модифікованої кукурудзи: «У перший рік бджолині сім'ї було інфіковано паразитами (мікроспоридіями). Це зараження призвело до зменшення кількість бджіл, а згодом — зменшених розплоду у тих сім'ях, яких годували Bt-модифікованим пилком, як і у інших, яких годували пилком не модифікованої кукурудзи, тоді випробування було припинено на ранній стадії. Цей ефект був значно помітним у сімей, яких годували Bt-модифікованим кормом. (Значні відмінності вказують на взаємодію токсину та патогенів на епітеліальні клітини кишківника медоносної бджоли. Основний механізм, що викликає цей ефект, невідомий.)»
Враховуючи те, що не було проведено повторних експериментів, та не було жодної спроби знайти суперечливих факторів, це дослідження варто тлумачити з обережністю. Крім того, Bt-токсин і трансгенний Bt-пилок не показали жодної гострої токсичної дії на жодному з етапів життя досліджуваних бджіл, навіть коли годували Bt-токсином у концентраціях, які у 100 разів перевищували їх кількість у Bt-трансгенному пилку кукурудзи.

### Малий вуликовий жук
Aethina tumida — це маленький темний жук, який живе у вуликах. Походить із Африки, вперше зафіксований у західній півкулі у 1998 році в окрузі Сент-Люсі (штат Флорида). Наступного року було виявлено зразки, зібрані у Чарльстоні, штат Південна Кароліна; у 1996 році його зафіксували, і внеслидо реєстру Сполучених Штатів. До грудня 1999 року малі вуликові жуки були зафіксовані у штатах Айова, Мен, Массачусетс, Міннесота, Нью-Джерсі, Огайо, Пенсільванія, Техас і Вісконсин, а у 2006 році його виявили у Каліфорнія.
Життєвий цикл цього жука охоплює період лялечки у землі за межами вулика. Вважається, що заходи, спрямовані на запобігання потраплянню мурах до вулика, також ефективні проти вуликового жука. Деякі пасічники експериментують з діатомітом, розсіюючи його навколо вуликів, як спосіб порушити життєвий цикл жука. Діатоми стирають поверхню тіла комах, зневоднюючи їх і ті помирають.

#### Лікування
Нині використовується кілька пестицидів проти малого вуликового жука. Хімічний засіб фіпроніл (продається язк засіб Combat Roach Gel), зазвичай застосовується гофрокартон, середня смужка паперу просочена засобом. Стандартне гофрування достатньо велике, щоб малий вуликовий жук міг проходити крізь отвори, але досить малі, щоб бджоли не могли пройти (таким чином, уникається контакт бджіл від пестицидів). Також доступні альтернативні методи контролю, такі як олійні пастки поверх рамок, але вони мають невеликий комерційний успіх.

### Воскова міль
Galleria mellonella (велика воскова міль) не нападають безпосередньо на бджіл, але вони живляться воском, який використовують бджоли для створення своїх стільників. Повноцінний розвиток від личинки до дорослої потребує доступу до використаних стільників після розплоду або очищених стільників після розплоду — вони містять білок, необхідних для розвитку личинок, у вигляді залишків коконів. Руйнування стільників приведе до розтікання і забруднення меду, а також до знищення личинок бджіл.

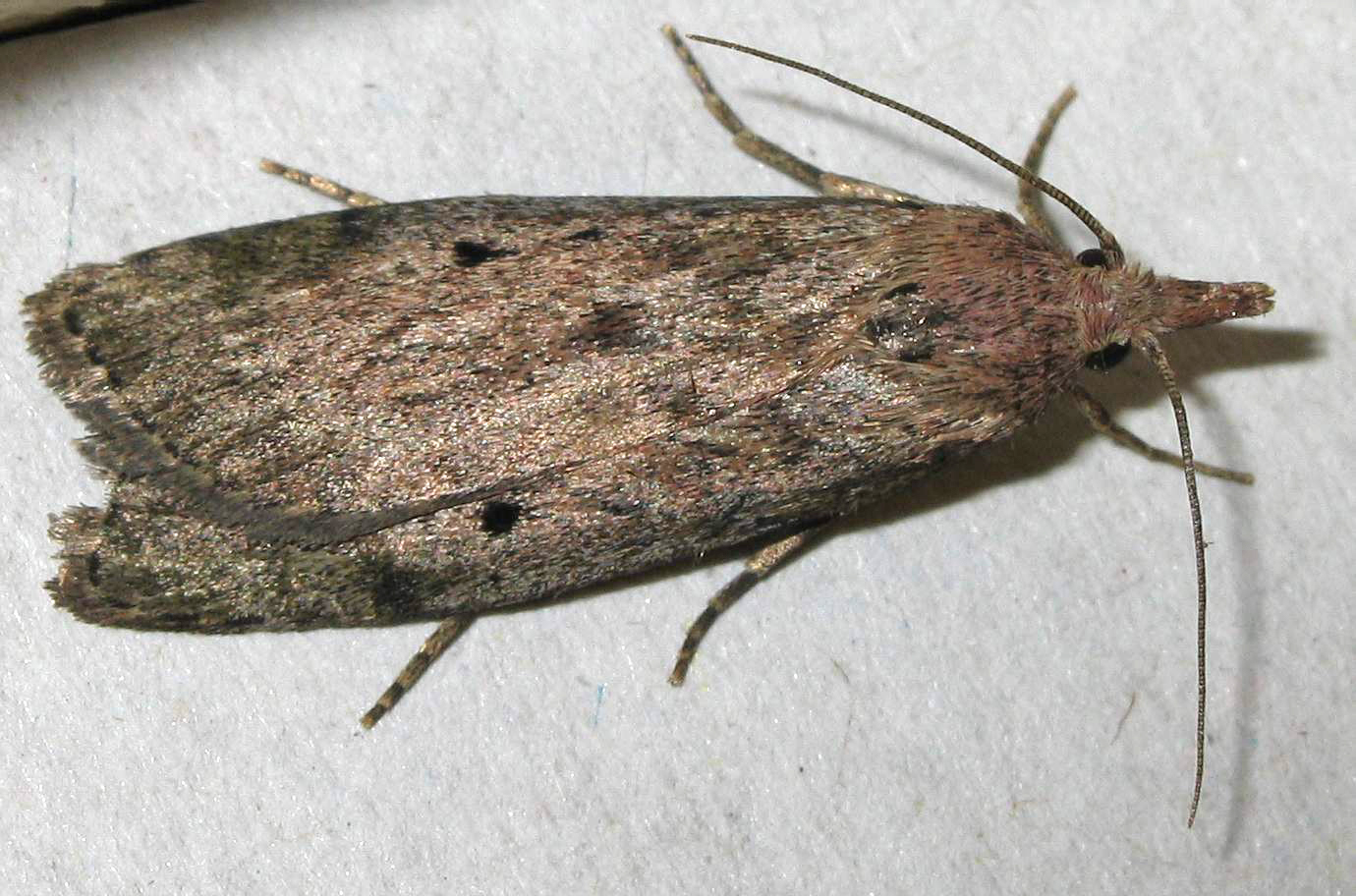
Воскова моль (Aphomia sociella) — частіше пов'язана з джмелями (Bombus sp.)

Коли медові магазинні корпуси зберігаються на зиму у м'якому кліматі або в прогрітому приміщенні, личинки воскової молі можуть знищити частину стільників, хоча і личинки воскової молі не будуть повноцінно розвиватися. Пошкоджені стільники можуть бути очищена і відновлені бджолами. Личинки воскової молі та їхні яйця вмирають після замерзання, тому у вищих широтах зберігання в неопалюваних сараях або сховищає є єдиним необхідним і достатнім засобом контролю від молі.
Оскільки воскова міль не може витримати холодної зими, вона, як правило, не є проблемою для пасічників у північній частині США чи Канади. Позаяк вони не переживуть зиму у теплих приміщеннях то можуть переноситися із півдня шляхом купівлі або міграцією із бджолярами. Вони процвітають і найшвидше розповсюджуються, коли температура перевищує 30 °C, тому тільки у деяких місцях, де є лише кілька випадкових днів, коли достатньо тепло, тому у бджолиних сімей рідко виникають проблеми з восковими метеликами, хіба що сім'я буде слабкою через стрес, та від інших чинників.

#### Контроль та лікування
Як правило, сильний вулик не потребує лікування, щоб контролювати воскову міль; самі бджоли вбивають і очищують вулик від личинок і павутиння. Личинки воскової молі можуть повністю розвиватися всередині павутиння, яке виділяється під час їхнього розвитку, коли їх накопичуються забагато, личинки вже стануть недоступними для бджіл.
Воскову міль у стільниках, які зберігаються, можна контролювати, якщо використати спори різновиду бактерій Bacillus thuringiensis шляхом обприскування. Це дуже ефективний біологічний контроль і має чудові показники безпеки.[джерело?]
Віскову міль також можна контролювати хімічно: за допомогою парадихлорбензену (кристали від молі або диски із сечовини). Якщо використовуються хімічні засоби, стільники необхідно добре провітрити протягом кількох днів перед використанням. Не рекомендується використовувати нафталіну (кульки від молі), оскільки засіб накопичується у воску, і може вбивати бджіл та забруднювати медові стільники. Контроль воскових метеликів іншими способом охоплює також заморожування стільників щонайменше протягом 24 годин.

### Браульоз
Браульоз (вошивість бджіл, Braulosis) — інвазійна хвороба бджолиної сім'ї, яку спричинює Braula coeca та інші, що уражають маток, робочих бджіл, трутнів і ушкоджують стільники.

### Нозематоз
Нозематоз (або Ноземоз, Nosemosis) — інвазійна хвороба бджолиних сімей, яку викликають одноклітинні паразити роду Nosema.

### Тропилелапсоз
Тропилелапсо́з — інвазійна хвороба розплоду бджолиної сім'ї, яку спричинює гамазовий кліщ Tropilaelaps clareae, характерною рисою збудника якої є маленькі щетинки на дорсальній поверхні тіла.

### Мелеоз
Мелео́з — інвазійна хвороба дорослих медоносних, а також одиночних бджіл, викликана личинками жуків роду Meloe brevicollis (M.variegatus, M. vidacens, M. hungarus, M. proscarabaeus), які часто прогризають міжсегментні мембрани черевця бджоли і висмоктують її гемолімфу.

## Бактеріальні хвороби
| Зовнішній вигляд розплідного стільника                                                                              | Вік померлого розплоду                                                                        | Колір мертвого розплоду                                                                                           | Густина померлого розплоду                      | Запах мертвого розплоду        | Масштабні характеристики | Інфекційний агент     |
| --- | --------------------------------------------------------------------------------------------- | --- | ----------------------------------------------- | ------------------------------ | --- | --------------------- |
| Запечатаний розплід, знебарвлений, втянуті або проколені кришечки                                                   | Зазвичай старші запечатані лялечки або молоді лечинки лежать, витягнувшись вздовж комірки     | Тьмяно-білий, переходить до світло-коричневого, чи кавово-оричневого і до темно-коричневого, та практично чорного | М'який, стає липким і тягучим                   | Ледь замітний гнилостний запах | Рівномірно лежить на нижній поверхні комірки, щільно прилягає до стінки, може бути присутній тонкий ниткоподібний язик, голова лежить рівно, чорного кольору | Американський гнилець |
| Незапечатаний розплід, деякий запечатаний розплід у більшості випадків знебарвлений, втянуті або проколені кришечки | Найчастіше молоді личинки, іноді старші запечатані лялечки, зазвичай у фазі скрученої личинки | Тьмяно-білий, Починаючи із жовто-ділого до коричневвого, темно-коричневого, чи майже чорного                      | Водянисті, іноді липкі або тягучі, гранульовані | Трохи проникаючий, кислий      | Зазвичай скручуються в комірці, не прилипає до стінки, пружні, чорного кольору                                                                               | Європейський гнилець  |

### Американський гнилець
Найбільш розповсюдженим і руйнівним захворюванням бджолиного розплоду є американський гнилець, який викликається спороутворюючими Paenibacillus larvae (раніше класифікованих як Bacillus larvae і Paenibacillus larvae ssp larvae/pulvifaciens). P. larvae — це паличкоподібна бактерія. Личинки віком до трьох днів стають інфікованими, споживаючи спори, які присутні в їжі. наймолодші личинки, віком до 24 годин, найбільш сприйнятливі до інфекції. Спори активуються у кишківнику личинки, і бактерії починають рости, живлячись личинкою. Спори не проростають у личинок, віком більше трьох днів. Заражені личинки зазвичай вмирають після того, як їх комірки запечатають бджоли. Вегетативна форма бактерії помре, але не раніше, ніж виробить багато мільйонів спор. Спори американського гнильця є надзвичайно стійкими до висихання та можуть залишатися придатними для проростання понад 40 років на медовому та пасічницькому обладнанні. Кожна мертва личинка може містити до 100 мільйонів спор. Це захворювання впливає лише на личинок бджіл, але захворювання є дуже інфекційним та смертельним для виведення бджіл. Заражені личинки темніють і вмирають.
Для боротьби з американським гнильцем, як і з європейським гнильцем, проводилося дослідження з використанням методу «Шокового роїння», перевага якого полягає у тому, що не використовуються хімічні засоби.

### Європейський гнилець
Melissococcus plutonius — це бактерія, яка заражає травну систему личинок бджіл. Європейський гнилець (Putrificatio polybacterica larvae apium, Pestis europea larvae apium) вважається[ким?] менш загрозливим, ніж американський гнилець. M. plutonius не спороутворююча бактерія, але бактеріальні клітини можуть вижити протягом декількох місяців на воскових стільниках. Симптоми включають мертві та помираючі личинки, які можуть здаватися закрученими вгору, коричневого або жовтого кольору, розплавлені або здуті з очевиднішими трахеальними трубками, або висушені, і гумоподібні.
Європейський гнилець часто вважається «стресовим» захворюванням — небезпечним лише тоді, коли колонія вже піддається стресу з інших причин. Як правило здорова колонія здатна вижити з європейським гнильцем. Хімічна обробка гідрохлоридом окситетрацикліну може контролювати спалах захворювання, проте мед від оброблених колоній може містити залишки хімічних речовин після лікування. Метод «Шокового роїння» також може ефективно контролювати цю хворобу у бджолярських господарствах, уникаючи використання хімічних препаратів. Не рекомендується проводити профілактичні процедури, оскільки вони ведуть до розвитку стійких бактерій.

### Септицемія бджіл
Септицемія бджіл — інфекційна хвороба бджолиних сімей, яку спричинює бактерія Pseudomonas apisepticum і яка супроводжується розмноженням збудника в гемолімфі бджіл, що призводить до їхньої загибелі з подальшим характерним розпадом загиблих бджіл.

## Грибкові захворювання
Серед збудників хвороб грибкової природи — Arrhenosphaera craneae.
- Аскосфероз («вапняний розплід») — грибкове захворювання, яке зустрічається в бджолиних сім'ях, вулики з якими знаходяться в низинних сирих місцях[15]. Викликається цвілевим грибком Ascosphaera apis, що належить до розряду сумчастих[16].

- Аспергільоз («кам'яний розплід») — інфекційне захворювання бджолиного розплоду, але іноді й дорослих особин. Основним збудником є жовтий пліснявий гриб Aspergillus flavus, іноді чорний Aspergillus niger.
- Мелано́з — інфекційна хвороба бджолиних маток, що викликається грибом Melanosella mors apis (син.: Aurobasidium pullulans), супроводжується ураженням (почорнінням) яєчників, припиненням яйцекладки й утворенням калової пробки.

## Вірусні захворювання
- Хворо́ба деформа́ції крила́ (єгиптовіроз) — інфекційна хвороба бджіл, яку спричинює єгипетський вірус
- Хроні́чний пара́ліч — інфекційна хвороба дорослих бджіл, яку породжує вірус хронічного паралічу.

## Токсикоз
- Падевий токсикоз — незаразна хвороба бджіл, яка розвивається при харчуванні бджіл падевим медом, що спричинює розлад травлення, загибель бджіл і личинок, ослаблення сімей і загибель їх у період зимівлі, але хвороба може спостерігатися й влітку. Зумовлює масову загибель бджіл.

- Хімічний токсикоз — незаразна хвороба, яку спричинюють отрути-інсектициди й супроводжується масовою загибеллю дорослих бджіл і личинок. Отруєння бджіл пестицидами спостерігаються в багатьох країнах.

## Синдром руйнування колоній
Синдром руйнування колоній — це погано досліджене явище, коли робочі бджоли сімей медоносної бджоли зникають із вуликів. Синдром був відкритий Давидом Хекенбергом у Флориді наприкінці 2006 року.
Європейські бджолярі спостерігали подібне явище у Бельгії, Франції, Нідерландах, Греції, Італії, Португалії, та Іспанії, та почали надходити звіти із Швейцарії та Німеччини, але в значно менших кількостях. Можливі випадки Синдрому руйнування колонії також були зареєстровані у Тайвані починаючи із квітня 2007.
Початкові гіпотези були різними, які включали стрес від зміни середовищі, недоїдання, патогени (тобто, хвороби включно із вірусом гострого паралічу Ізраїлю), кліщами, або різними класами пестицидів відомих як неоникотиноїди, які включають імідаклопрід, клоніанідин, та тіаметоксам. Недоказані та менш достовірні теорії включають випромінювання від стільникових телефонів або інших штучних пристроїв,
генетично модифіковані культури із характеристиками боротьби із шкідниками. У 2010 році американські дослідники оголосили про те, що вони виявили спільну інфекцію безхребетних радієвих вірусів типу 6 (IIV-6) та Nosema ceranae у всіх вуликах, з яких злетіли сім'ї.